# Список умерших в 1311 году

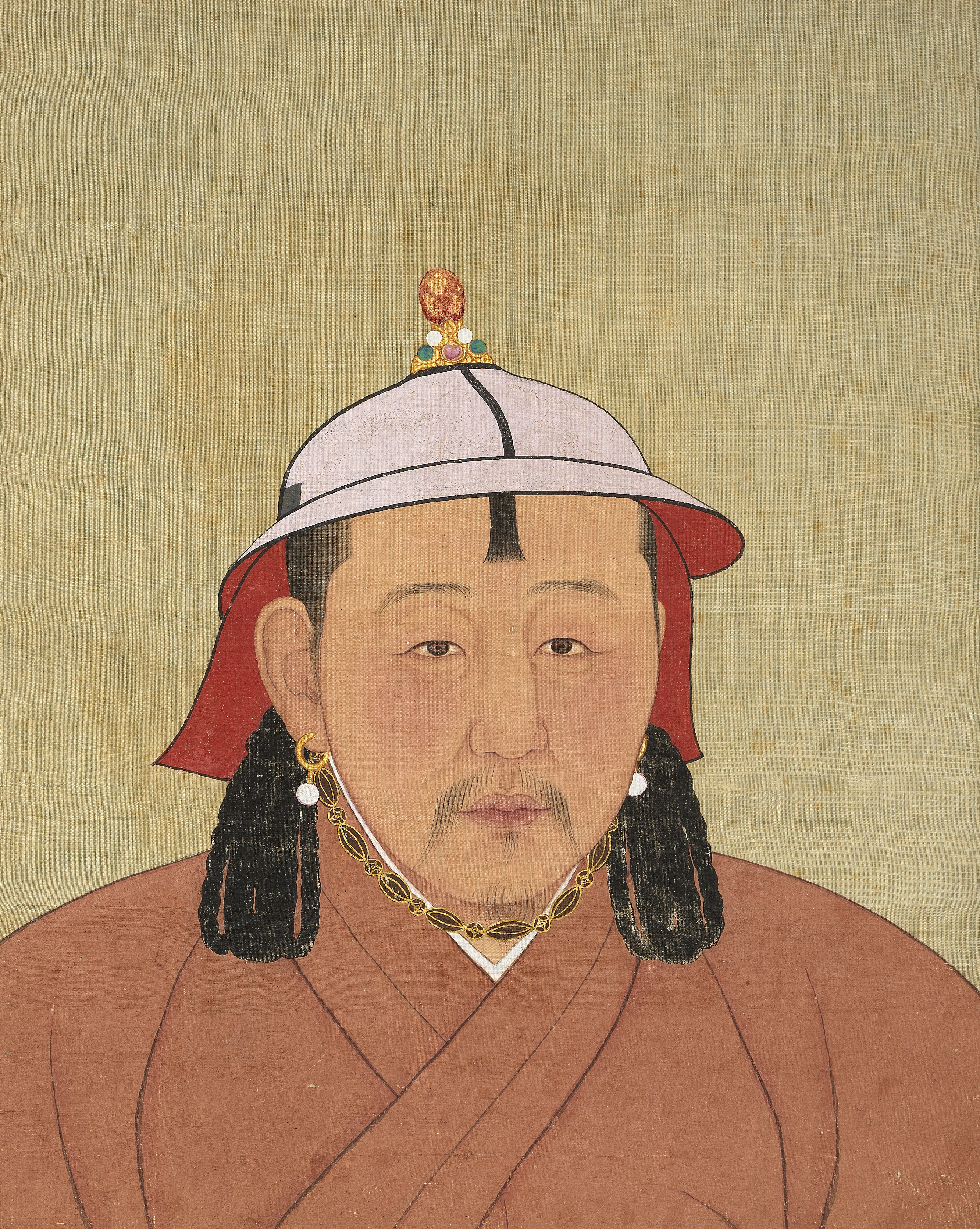
Хайсан

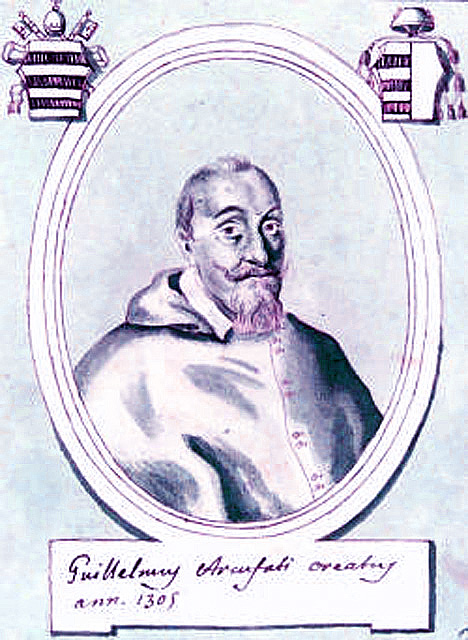
Гильом Руффат де Форджес

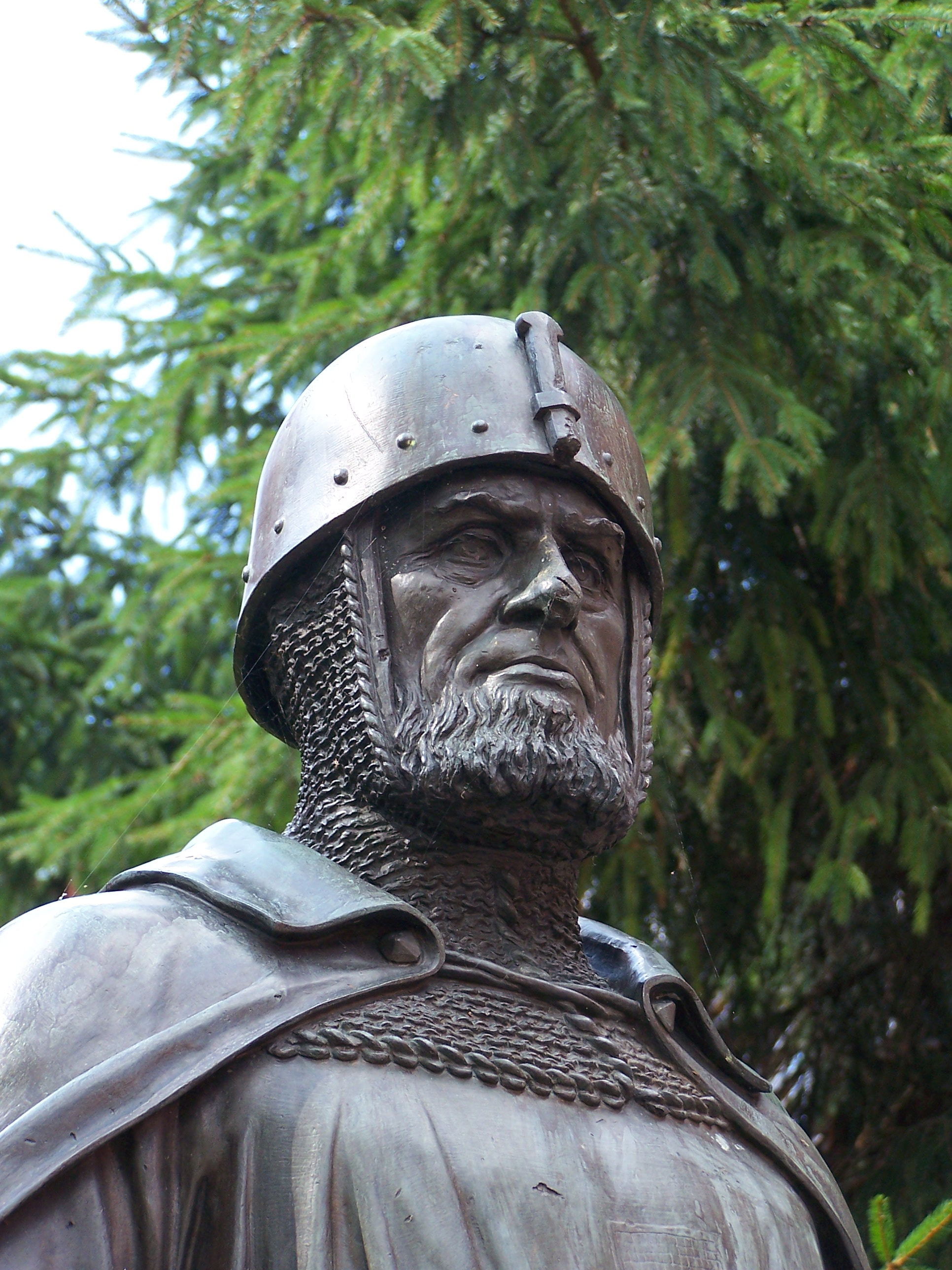
Зигфрид фон Фейхтванген

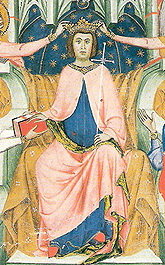
Хайме II

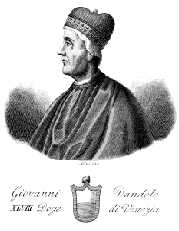
Пьетро Градениго

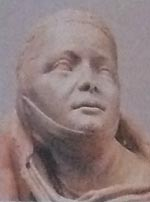
Маргарита Брабантская

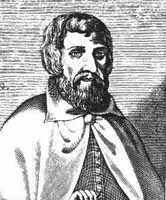
Арнольд из Виллановы

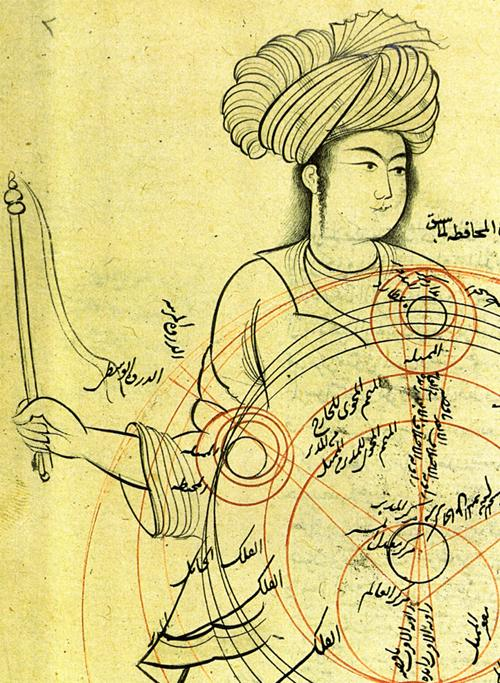
Кутбуддин аш-Ширази

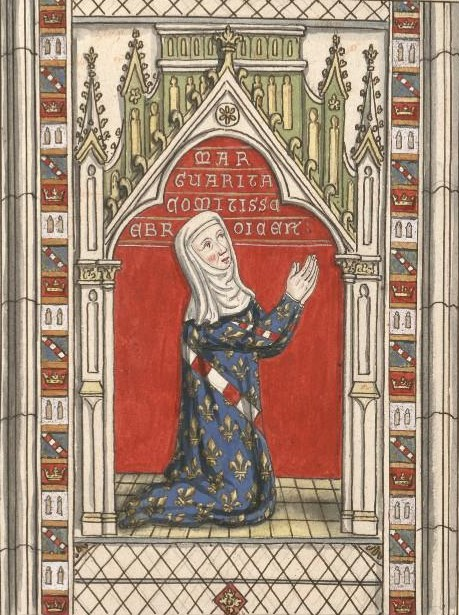
Маргарита д’Артуа

В этой статье представлен список известных людей, умерших в 1311 году.
См. также: Категория:Умершие в 1311 году

## Январь
- 27 января — Хайсан (29) — император Китая (1307—1311)

## Февраль
- 5 февраля — Генри де Ласи — граф Линкольн (1272—1311).
- 7 февраля — Кутбуддин аш-Ширази (74) — персидский астроном, математик, философ, врач.
- 14 февраля — Иоанн — ландграф Нижнего Гессена (1308—1311).
- 24 февраля — Гильом Руффат де Форджес[итал.] — французский кардинал-дьякон dei Santi Cosma e Damiano (1305—1306), кардинал-священник di Santa Pudenziana (1306—1311)

## Март
- 3 марта — Энтони Бек[англ.] — епископ Дарема (1284—1310), титулярный католический патриарх Иерусалима (1306—1311)
- 5 марта — Зигфрид фон Фейхтванген — великий магистр Тевтонского ордена (1303—1311).
- 9 марта — Беатрис де Монфор, графиня Монфор-л’Амори (с 1249), по браку — графиня Дрё.
- 15 марта:
  - Альберто Паллавичини — маркиз Бодоницы (?—1311), погиб в битве при Кефиссе;
  - Готье V де Бриенн — граф де Бриенн и граф ди Лечче (1296—1311), герцог Афинский (1308—1311), погиб в битве при Кефиссе;
  - Джорджо I Гизи — сеньор Тиноса и Миконоса, погиб в битве при Кефиссе;
  - Томас III Д’Отременкур[англ.] — сеньор Салоны (1294—1311), погиб в битве при Кефиссе.
- Кун Ло[англ.] — правитель Хантавади (1307—1311)

## Апрель
- 6 апреля — Филиппа Люксембургская — графиня-консорт Эно (1280—1304), графиня-консорт Голландии и Зеландии (1299—1311), жена Жана II д’Авен
- 23 апреля — Антонио Патрици[итал.] — итальянский святой римско-католической церкви.
- Ботулф Ботулфссон[англ.] — шведский еретик — единственный, сожжённый на костре

## Май
- 18 мая — Ральф де Хенгхэм[англ.] — Лорд главный судья Англии и Уэльса (1274—1290)
- 29 мая — Хайме II (67) — король Мальорки, граф Руссильона, граф Сердани (1276—1311)

## Июнь
- 20 июня — Тебальдо Брусато[итал.] — итальянский подеста ряда городов Италии

## Июль
- 28 июля — Эмихо Вильграф фон Виттельсбах[нем.] — епископ Фрайзинга (1283—1311)

## Август
- 13 августа — Пьетро Градениго — 49-й венецианский дож (1289—1311).
- 19 августа — Джордано де Пиза[итал.] — итальянский проповедник, святой римско-католической церкви.
- 23 августа — Эберхард I Катценельнбоген[нем.] — граф Катценельнбоген (1260—1311)

## Сентябрь
- 1 сентября — Адам де Уэллс, английский аристократ, 1-й барон Уэллс (с 1299).
- 5 сентября — Амадеус Аба — палатин Венгрии (1288, 1290, 1291—1293, 1295—1296, 1296, 1297—1298, 1299—1300, 1302—1310)
- 12 сентября — Бертран II де Борд — епископ Альби (1308—1310), французский кардинал-священник de S. Giovanni e Paolo (1310—1311)

## Октябрь
- 4 октября — Ян VI из Вальдштейна[нем.] — епископ Оломоуца (1302—1311)
- 13 октября:
  - Аймон де Куарт[нем.] — епископ Женевы (1304—1311);
  - Ги де Намюр — военный деятель, один из предводителей фламандского войска в битве при Куртре (1302).

## Ноябрь
- 3 ноября — Ходзё Моротоки[англ.] — сиккэн Японии (1301—1312)
- 12 ноября — Робер де Куси — французский архитектор
- 29 ноября — Альбойно делла Скала — сеньор Вероны (1304—1311)

## Декабрь
- 6 декабря — Ходзё Садатоки (40) — сиккэн Японии (1284—1301), глава клана Ходзё (1284—1311).
- 7 декабря — Леонардо Патрассо — епископ Алатри (1290—1295), епископ Аверсы (1297—1299), кардинал Альбано (1300—1311)
- 10 декабря — Этьен де Суизи[фр.] — кардинал-священник S. Ciriaco alla Terme (1305—1311)
- 14 декабря — Маргарита Брабантская (35) — графиня-консорт Люксембурга (1292—1311), королева-консорт Германии (1308—1311), жена Генриха VII.
- 23 декабря — Ибн Манзур — мусульманский учёный, знаток фикха и арабского языка, автор двадцатитомного толкового словаря арабского языка «Лисан аль-араб». Автор многих трудов общим объёмом около пятисот томов.

## Дата неизвестна или требует уточнения
- Ангерран IV де Куси — сеньор де Куси, виконт де Мо (1250—1311)
- Арнольд из Виллановы — испанский врач и алхимик, основоположник медицинской алхимии.
- Гильом де Термонд, сеньор де Кревкёр и де Дандермонд (Термонд), по правам жены — виконт Шатодена (с 1296).
- Джон де Грей, английский аристократ, барон Грей из Ротерфилда (с 1297).
- Давид VIII — царь Восточной Грузии (1293—1311)
- Евдокия Дукена Ласкарина — никейская принцесса, дочь императора Феодора II Ласкариса и сестра императора Иоанна IV, графиня консорт де Вентимилью (1261—1278), как жена лигурийского графа Гульельмо Пьеро де Вентимилью, жена Арно Роже де Комменжа, графа де Паллар (1281—1288).
- Уильям ле Вавасур, английский аристократ, 1-й барон Вавасур (с 1299).
- Джон ле Стрейндж, английский аристократ, 2-й барон Стрейндж из Нокина (с 1309).
- Маргарита д’Артуа — графиня-консорт д’Эврё (1301—1311), жена Людовика д’Эврё.
- Марко Веньер[англ.] — сеньор Кериго (1275—1311).
- Рамачандра из Девагири, правитель царства Сеунадеша из династии Сеуна-Ядавов (махараджадхираджа Сеунадеши) (ок. 1271 — ок. 1311).
- Рамперто Поло[итал.] — епископ Кастелло (1303—1311)
- Пиллаи Локачарья — лидер шри-вайшнавизма, философ Вишишта-адвайта (1205—1311)
- Тамара Ангелина Комнина[англ.] — принцесса-консорт Таранто и княгиня-консорт Албании (1294—1311), жена Филиппа I Тарентского
- Угрин III Чак — венгерский дворянин, воевода Трансильвании (1275, 1276), бан Боснии (1279)